# Анжель (фільм)
«Анже́ль» (фр. Angèle) — французький фільм-драма 1934 року, поставлений режисером Марселем Паньолем за романом Жана Жіоно «Людина з Бомюня» (фр. Un de Baumugnes, 1929).

## Сюжет
Анжель (Оран Демазі), доньку Кларіюса, власника скромної ферми в невеликій провансальській долині, поступається залицянням музиканта з міста. Той відвіз її в Марсель і примушує «працювати». Вона народжує дитину. Недоумкуватий Сатюрнен (Фернандель), колишній вихованець притулку, що живе у Кларіюса і нескінченно йому вдячний, знаходить Анжель на розпечених вулицях Марселя та відводить її до батька. Кларіюс вважає, що донька, оступившись, збезчестила і його, тому не пропонує їй і дитині іншого притулку, окрім тайника в підвалі. Вона живе в норі, як тварина, далеко від світу і від інших людей.
Альбен, пастух з Бомюня, пристрасно закоханий в Анжель, відправляє старого поденника на ім'я Амеде на розвідку до ферми. Амеде, найнятий на роботу дружиною Кларіюса, піднімає господарство, що трохи не рухнуло з вини хазяїна, запального й похмурого самодура. Він переконується, що Анжель — десь на фермі. Йому навіть вдається її побачити, після чого він усе розповідає Альбену. Пастух негайно приходить на ферму, там подає Анжель сигнал, граючи на губній гармошці, і звільняє її з підвалу. Вона теж лкохає його. Вони йдуть з ферми разом. Кларіюс намагається стріляти їм навздогін, але йому заважає Амеде, який незабаром наздоганяє закоханих героїв і радить Альбену, незважаючи на ризик, за всіма правилами просити руки Анжель у її батька. Альбен повертає назад, і Кларіюса мучить совість: він ні за що на світі не хоче віддавати за такого чесного хлопця свою збезчещену доньку.
Мир і порядок повертаються в долину. Амеде виходить на дорогу і прямує в інші краї.

## У ролях
| • Оран Демазі   | … | Анжель           |
| • Фернандель    | … | Сатюрнен         |
| • Анрі Пупон    | … | Кларіюс Барбару  |
| • Марсель Віаль | … | мала діва        |
| • Анні Туанон   | … | Філомена Барбару |
| • Едуар Дельмон | … | Амеде            |
| • Жан Серве     | … | Альбен           |
| • Андрекс       | … | Луї              |
| • Шарль Блаветт | … | Тонен            |

## Знімальна група
- Автор сценарію — Марсель Паньоль за романом Жана Жіоно «Людина з Бомюня»
- Режисер-постановник — Марсель Паньоль
- Продюсер — Марсель Паньоль
- Оператор — Венсан Скотто
- Композитор — Віллі Факторович
- Монтаж — Сюзанн де Тройе, Андре Роберт
- Артдиректор — Шарль Брун